# デビッド・リード
デビッド・リード（David Reid、1973年9月17日 - ）は、アメリカ合衆国の元プロボクサー。ペンシルベニア州フィラデルフィア出身。 元WBA世界スーパーウェルター級王者。1996年アトランタオリンピックライトミドル級金メダリスト。トレーナーはアル・ミッチェル。

## 来歴
1996年アトランタオリンピックボクシングライトミドル級に出場し、金メダルを獲得した。
1997年3月21日、アトランティックシティのマーク・Ｇ・エテズス・アリーナでプロデビュー。
1999年3月6日、ボードウォーク・ホールでWBA世界スーパーウェルター級王者ローラン・ブードゥアニと対戦し、12回3-0（117-112、117-111、118-112）の判定勝ちを収め王座を獲得した。
1999年7月16日、ボードウォーク・ホールでPABAスーパーウェルター級王者ケビン・ケリーと対戦し、5回にダウンを奪われたが12回3-0（2者が116-111、115-112）の判定勝ちを収め初防衛に成功した。
1999年8月28日、ラスベガスのザ・ジョイントで元WBC世界スーパーウェルター級王者キース・ムリングスと対戦し、12回3-0（3者共に117-111）の判定勝ちを収め2度目の防衛に成功した。
2000年3月3日、シーザース・パレス内シーザース・パレス・アウトドア・アリーナでIBF・WBC世界ウェルター級王者フェリックス・トリニダードと対戦し、12回0-3（106-114、2者が107-114）の判定負けを喫し3度目の防衛に失敗、王座から陥落した。
2001年11月11日、インディアナ州エリザベスのベルテラ・カジノ・リゾートでサム・ヒルと対戦し、9回39秒TKO負けを喫した。試合後眼瞼下垂になり現役を引退した。

## 獲得タイトル
- WBCアメリカ大陸スーパーウェルター級王座
- WBA世界スーパーウェルター級王座（防衛2）